# Poecile lugubris

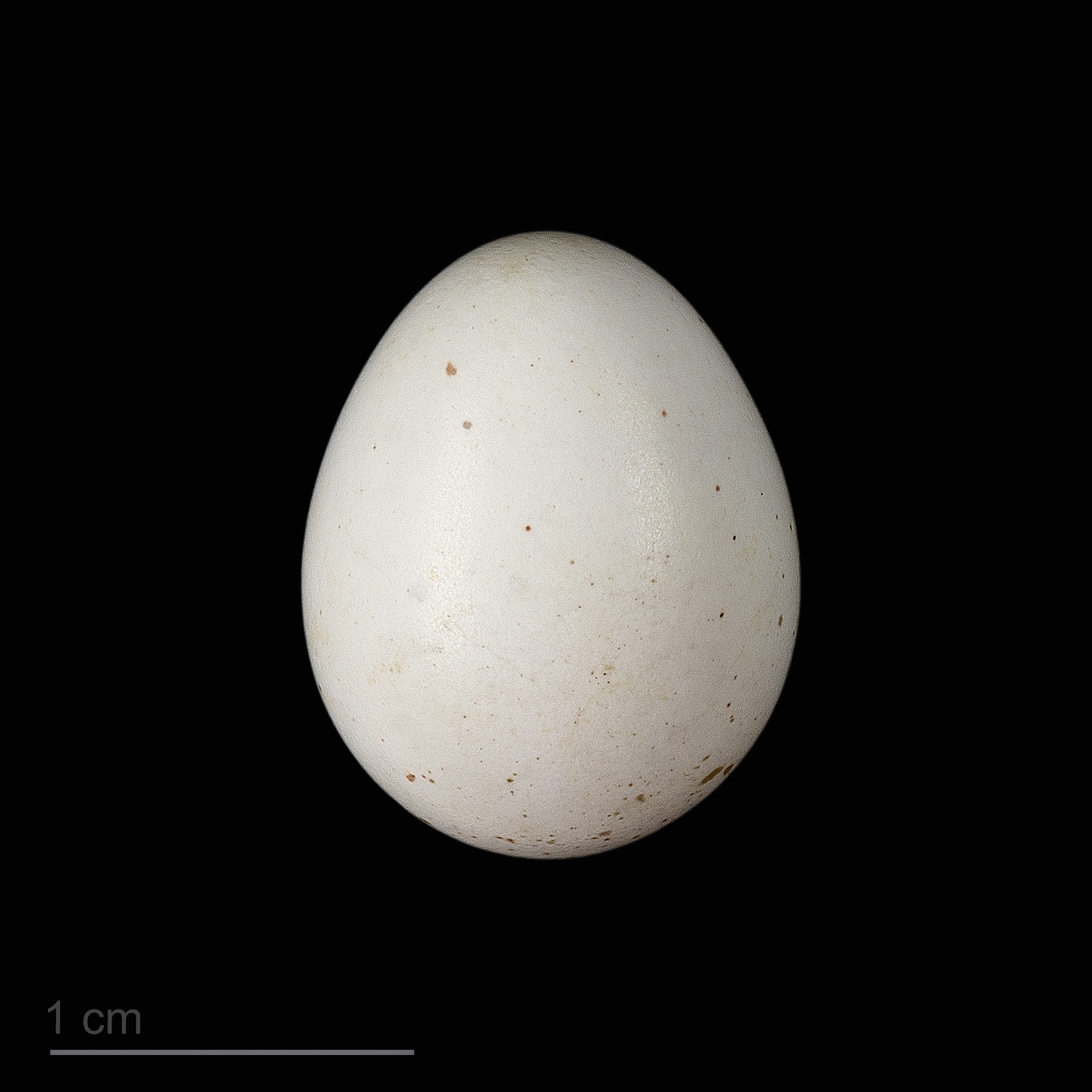
Poecile lugubris

Poecile lugubris là một loài chim trong họ Paridae.